# 24 tháng 10
Ngày 24 tháng 10 là ngày thứ 297 (298 trong năm nhuận) trong lịch Gregory. Còn 68 ngày trong năm.

## Sự kiện
- 1260 – Nhà thờ Đức Bà Chartres tại Pháp được khánh thành với sự hiện diện của Quốc vương Louis IX.
- 1944 – Hải chiến eo biển Sibuyan, một trong 4 trận hải chiến trong Trận chiến vịnh Leyte, thiết giáp hạm IJN Musashi thuộc hải quân đế quốc Nhật Bản và tàu sân bay hạng nhẹ USS Princeton (CVL -23) thuộc hải quân Hoa Kỳ bị đánh chìm
- 1648 – Hòa ước Westfalen được ký kết, là phần thứ hai của Hòa ước Westfalen, kết thúc Chiến tranh Ba mươi năm và Chiến tranh Tám mươi năm, công nhận nền độc lập của Cộng hòa Hà Lan và Thụy Sĩ
- 1795 – Các đại diện từ Áo, Nga và Phổ cùng soạn thảo hiệp ước chính thức giải thể Liên bang Ba Lan và Lietuva.
- 1945 – Hiến chương Liên Hợp Quốc bắt đầu có hiệu lực sau khi được Anh Quốc, Hoa Kỳ, Liên Xô, Pháp, Trung Quốc, và đa số quốc gia khác thông qua.
- 1973 – Chiến tranh Yom Kippur kết thúc.
- 2007 – Vệ tinh Hằng Nga 1 của Trung Quốc được phóng từ Trung tâm phóng vệ tinh Tây Xương, Tứ Xuyên, Trung Quốc.

## Sinh
- 1632 – Antonie van Leeuwenhoek-Thương gia, nhà khoa học người Hà Lan
- 1710 – Alban Butler - Linh mục Công giáo Anh, nhà văn
- 1898 – Bành Đức Hoài - Nguyên soái Quân giải phóng nhân dân Trung Quốc
- 1954 – Malcolm Turnbull - chính khách của Đảng Tự do Úc
- 1969 – Adela Noriega, diễn viên Mexico
- 1985 – Wayne Mark Rooney - Cầu thủ bóng đá người Anh
- 1986 – Tăng Thanh Hà - diễn viên Việt nam
- 1989 – Felix Arvid Ulf Kjellberg (PewDiePie) - Gamer nổi tiếng trên YouTube
- 1990 – İlkay Gündoğan - Cầu thủ bóng đá người Đức